# Bone (computerspel)
Bone is een computerspel van Telltale Games. Het werd uitgebracht in september 2005
. De personages zijn afkomstig van de Amerikaanse cartoon- en strip-reeks "Bone" van Jeff Smith. Dit spel gaat over de avonturen van Fone Bone en zijn twee neven Phoney Bone en Smiley Bone.
Het spel bestaat uit 2 episodes:
- Out from Boneville
- The Great Cow Race

## Out from Boneville
Daar Phoney Bone in zijn dorp al enkele kleine diefstallen heeft gepleegd, worden hij en zijn neven Fone en Smiley verbannen. Bij het begin van het spel bevinden ze zich in de woestijn waar ze verdwaald zijn. Ze hebben enkel een mysterieuze kaart. Het drietal wordt gescheiden na een aanval van treksprinkhanen. Fone en Phoney komen terecht in een vallei en moeten nu op zoek gaan naar Smiley. Tijdens het spel krijgen ze hulp van het behulpzame meisje Thorn, haar energieke grootmoeder Ben en enkele opossums. Ze worden regelmatig aangevallen door een enorme kolonie ratten, maar die wordt meestal in toom gehouden door een rode draak. Thorne en Ben willen graag naar het lentefeest in het verder gelegen dorp, maar kunnen daar met hun getweeën niet geraken. Ze krijgen hulp van de Bones.

## The Great Cow Race
Fone, Phoney en Smiley zijn aangekomen in het stadje "Barrel Haven".  Ook Thorn en Ben zijn met hen meegekomen. Ze zijn net op tijd voor het jaarlijkse lentefeest met als hoogtepunt "de grote koeienrace". Fone zoekt een manier om Thorn te imponeren. Phoney steelt de eieren van de inwoners en verkoopt die terug aan hen. Hij wordt hierbij geholpen door Smiley. Zo willen ze geld verzamelen om deel te kunnen nemen aan de race. Zonder dat de Bones het beseffen, houdt de rattenkolonie zich schuil voor een nakende aanval op Barrel Haven.

## Spelbesturing
De gebruiker dient in het spel de drie hoofdpersonages aan te sturen. Via de navigatieknoppen kan hij van personage wisselen. Daarnaast beschikt elk personage over een eigen inventaris. In het spel dient men gevonden voorwerpen te gebruiken zoals ze zijn. De speler dient dus geen zaken uit zijn inventaris samen te voegen om zo een nieuw object te maken.
Heel wat spelers vonden de vluchtscène met de ratten in het eerste deel moeilijk bestuurbaar. Een van de Bones moet van links naar rechts (en omgekeerd) lopen om rotsblokken en struiken te ontwijken terwijl de horde ratten hem niet mogen inhalen. De speler gebruikt de computermuis om Bone naar links of rechts te doen lopen. De computermuis stuurt echter niet het personage Bone aan, maar wel de spelcursor die in dit onderdeel onzichtbaar is. Die spelcursor volgt niet de snelheid van Bone, maar wel de snelheid zoals ingesteld in het achterliggende besturingssysteem (Windows of Mac). Het gevolg is dat de cursor zich meestal op een andere plaats bevindt dan Bone. Hierdoor kan het zijn dat de muiscursor helemaal aan de rechterkant staat, terwijl Bone zich bijna in het midden van het scherm bevindt. Als de gebruiker dan met de muis naar links gaat, zal Bone deze beweging pas volgen wanneer de onzichtbare spelcursor hem voorbij is gegaan. Resultaat: Bone reageert te traag en komt ten val over de struiken of rotsblokken waardoor hij snelheid verliest en de ratten hem inhalen. Daarnaast komt ook nog eens dat men in dit onderdeel de spelsituatie niet kan bewaren en men de ganse scène steeds opnieuw moet spelen wanneer de ratten Bone hebben ingehaald. Telltale Games heeft voor dit probleem nooit een patch uitgebracht.

## Ontvangst
Het spel kreeg zeer hoge scores voor zijn grafisch ontwerp en eenvoudige interface. Het wordt geprezen omwille van zijn prachtige 3D-wereld en 3D-personages. Echter vond men de eerste episode ietwat simplistisch en eenvoudig. Heel het concept is kindvriendelijk waardoor de volwassen adventurespeler niet echt aan zijn trekken komt. De tweede episode is niet zo kinderachtig en bevat opdrachten die ook door volwassenen als leuk worden bevonden. Zowat iedereen is er het over eens dat beide episodes te kort zijn.
 
Anderzijds kostte het spel slechts enkele euro’s en had Telltale Games vooraf aangekondigd dat het om een episodisch verhaal ging bestaande uit 2 kortere spellen. Als men Bone in zijn geheel beziet, is het wel een volwaardig verhaal qua duurtijd. De opmerking van de gebruikers is volgens Telltale Games eerder te wijten aan het feit dat men nog niet gewend is aan hun concept van episodische spellen.

## Vervolgen
Telltale Games had de intentie om 9 episodes te maken. Voor ongekende reden stopte de ontwikkeling na het tweede spel.